# Copa América 1917
De Copa América 1917 (eigenlijk het Zuid-Amerikaans voetbalkampioenschap 1917, want pas na 1975 werd het toernooi Copa América genoemd) was een voetbaltoernooi gehouden in Montevideo in Uruguay van 30 september tot 14 oktober 1917. Het werd georganiseerd door de CONMEBOL.
Er was geen kwalificatie voor het toernooi. De landen die meededen waren Argentinië, Brazilië, Chili en gastland Uruguay.

## Deelnemende landen
| Land            | Aantal deelnames | Huidig aantal deelnames op rij | Vorige deelname |
| --------------- | ---------------- | ------------------------------ | --------------- |
| Argentinië      | 2de              | 2                              | 1916            |
| Brazilië        | 2de              | 2                              | 1916            |
| Chili           | 2de              | 2                              | 1916            |
| Uruguay (g) (t) | 2de              | 2                              | 1916            |

- (g) = gastland
- (t) = titelverdediger

## Stadion
| Montevideo                        | · Montevideo |
| Parque Pereira Capaciteit: 40.000 | · Montevideo |
|                                   | · Montevideo |

## Scheidsrechters
De organisatie nodigde in totaal 5 scheidsrechters uit voor 6 duels. Tussen haakjes staat het aantal gefloten duels tijdens de Copa América 1917.

## Eindstand
| Land       | Wed | Win | Gel | Ver | DV | DT | +/− | Pnt |
| ---------- | --- | --- | --- | --- | -- | -- | --- | --- |
| Uruguay    | 3   | 3   | 0   | 0   | 9  | 0  | 9   | 6   |
| Argentinië | 3   | 2   | 0   | 1   | 5  | 4  | 1   | 4   |
| Brazilië   | 3   | 1   | 0   | 2   | 7  | 8  | –1  | 2   |
| Chili      | 3   | 0   | 0   | 3   | 0  | 10 | –10 | 0   |

## Wedstrijden
Ieder land speelde een wedstrijd tegen elk ander land. De puntverdeling was als volgt:
- Twee punten voor winst
- Één punt voor gelijkspel
- Nul punten voor verlies

|                                      |                                            |       |       |                                                            |
| 30 september 1917 «onderlinge duels» | Uruguay                                    | 4 – 0 | Chili | Parque Pereira, Montevideo Scheidsrechter: Germán Guassone |
| 30 september 1917 «onderlinge duels» | C. Scarone 20', 62' (pen.) Romano 44', 75' |       |       | Parque Pereira, Montevideo Scheidsrechter: Germán Guassone |

|                                   |                                                         |       |                            |                                                         |
| 3 oktober 1917 «onderlinge duels» | Argentinië                                              | 4 – 2 | Brazilië                   | Parque Pereira, Montevideo Scheidsrechter: Carlos Fanta |
| 3 oktober 1917 «onderlinge duels» | Calomino 15' Ohaco 56' (pen.), 58' (pen.) A. Blanco 80' |       | Neco 8' Lagreca 39' (pen.) | Parque Pereira, Montevideo Scheidsrechter: Carlos Fanta |

|                                   |                   |       |       |                                                             |
| 6 oktober 1917 «onderlinge duels» | Argentinië        | 1 – 0 | Chili | Parque Pereira, Montevideo Scheidsrechter: Álvaro Saralegui |
| 6 oktober 1917 «onderlinge duels» | García 76' (e.d.) |       |       | Parque Pereira, Montevideo Scheidsrechter: Álvaro Saralegui |

|                                   |                                              |       |          |                                                            |
| 7 oktober 1917 «onderlinge duels» | Uruguay                                      | 4 – 0 | Brazilië | Parque Pereira, Montevideo Scheidsrechter: Germán Guassone |
| 7 oktober 1917 «onderlinge duels» | H. Scarone 8' Romano 17', 77' C. Scarone 86' |       |          | Parque Pereira, Montevideo Scheidsrechter: Germán Guassone |

|                                    |                                                   |       |       |                                                              |
| 12 oktober 1917 «onderlinge duels» | Brazilië                                          | 5 – 0 | Chili | Parque Pereira, Montevideo Scheidsrechter: Ricardo Vallarino |
| 12 oktober 1917 «onderlinge duels» | Caetano 21' Neco 23' Haroldo 26', 59' Amílcar 41' |       |       | Parque Pereira, Montevideo Scheidsrechter: Ricardo Vallarino |

|                                    |                |       |            |                                                             |
| 14 oktober 1917 «onderlinge duels» | Uruguay        | 1 – 0 | Argentinië | Parque Pereira, Montevideo Scheidsrechter: Juan Livingstone |
| 14 oktober 1917 «onderlinge duels» | H. Scarone 62' |       |            | Parque Pereira, Montevideo Scheidsrechter: Juan Livingstone |

|                   |
| Vlag van Uruguay  |
| URUGUAY 2de titel |

## Doelpuntenmakers
4 doelpunten
- Angel Romano

3 doelpunten
- Carlos Scarone

2 doelpunten
- Alberto Ohaco

- Haroldo Domingues - Neco

- Héctor Scarone

1 doelpunt
- Antonio Blanco
- Bleo Pedro Fournol

- Amílcar Barbuy
- Caetano Izzo

- Sylvio Lagreca
- José Tognola

Eigen doelpunt
- Luis García (Tegen Argentinië)

## Copa America 1917 in beeld

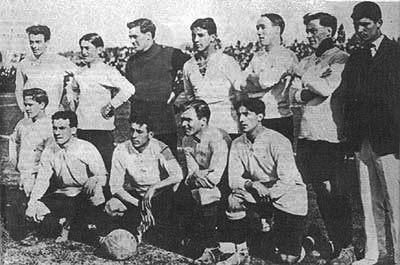
Uruguay
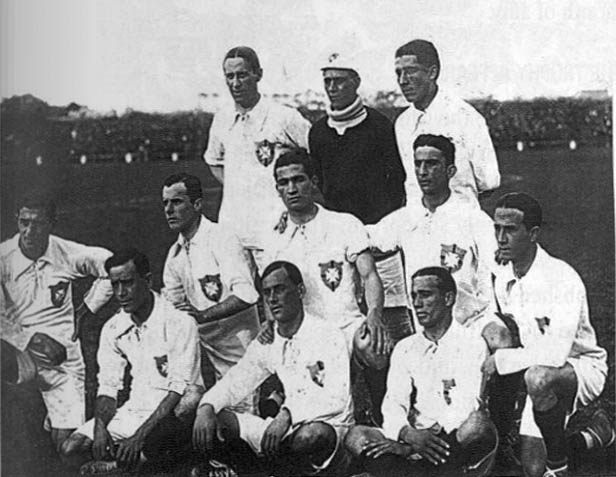
Brazilië
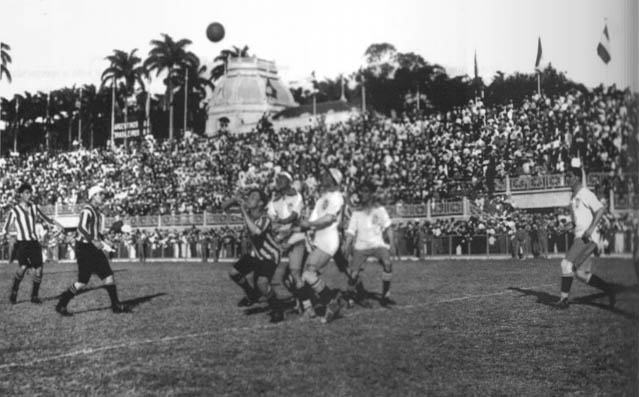
Bra-Chi

1916 · 
1917 · 
1919 · 
1920 · 
1921 · 
1922 · 
1923 · 
1924 · 
1925 · 
1926 · 
1927 · 
1929 · 
1935 · 
1937 · 
1939 · 
1941 · 
1942 · 
1945 · 
1946 · 
1947 · 
1949 · 
1953 · 
1955 · 
1956 · 
1957 · 
1959 · 
1959 · 
1963 · 
1967 · 
1975 · 
1979 · 
1983 · 
1987 · 
1989 · 
1991 · 
1993 · 
1995 · 
1997 · 
1999 · 
2001 · 
2004 · 
2007 · 
2011 · 
2015 · 
2016 ·
2019 ·
2021 ·
2024